# Vento polar

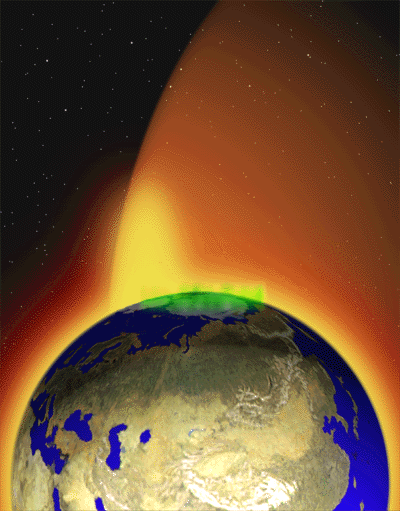
A fonte de plasma da Terra, mostrando íons de oxigênio, hélio e hidrogênio que esguicham no espaço de regiões próximas aos polos da Terra. A fraca área amarela mostrada acima do polo norte representa o gás perdido da Terra para o espaço; a área verde é a [aurora boreal] - ou a energia do plasma voltando para a atmosfera.

O vento polar ou fonte de plasma é uma saída permanente de  plasma das regiões polares da magnetosfera da Terra,  causado pela interação entre o vento solar e a atmosfera da Terra. O vento solar ioniza as moléculas de gás na alta atmosfera a uma energia tão alta que algumas delas atingem a velocidade de escape e derramam no espaço. Uma porcentagem considerável desses íons permanece ligada dentro do campo magnético da Terra, onde fazem parte dos  cinturões de radiação.
O termo foi criado em 1968 por Banks e Holzer. M.  e por Ian Axford.  Desde que o processo pelo qual o plasma ionosférico flui da Terra ao longo das linhas do campo magnético é similar ao fluxo do plasma solar longe da coroa solar (o vento solar), Axford sugeriu o termo " vento polar". A ideia do vento polar originou-se do desejo de resolver o paradoxo do orçamento terrestre de hélio. Este paradoxo consiste no fato de que o hélio na atmosfera da Terra parece ser produzido (via decaimento radioativo de urânio e tório) mais rápido do que se perde escapando da atmosfera superior. A percepção de que algum hélio poderia ser ionizado e, portanto, escapar da Terra ao longo de linhas de campo magnético abertas perto dos polos magnéticos (o "vento polar"), é uma solução possível para o paradoxo.
Mais pesquisas vieram do instrumento Espectrômetro de Massa de Íons Retardadores no Dynamics Explorer, na década de 1980. Recentemente, o SCIFER foi lançado na região de aquecimento da fonte.